# Narthecusa nachtigalii
Narthecusa nachtigalii är en fjärilsart som beskrevs av Dewi 1881. Narthecusa nachtigalii ingår i släktet Narthecusa och familjen mätare. Inga underarter finns listade i Catalogue of Life.